# Ampedus rugosus
Ampedus rugosus е вид бръмбар от семейство Полски ковачи (Elateridae).

## Разпространение
Видът е разпространен в Германия, Словакия и Чехия.